# Thüringen Ladies Tour 2022
Il Thüringen Ladies Tour 2022, trentatreesima edizione della manifestazione, valido come prova dell'UCI Women's ProSeries 2022, si svolse dal 24 al 29 maggio 2022 su un percorso 687 km, suddiviso in 6 tappe, con partenza da Hof e arrivo a Altenburg, in Germania. La vittoria fu appannaggio dell'australiana Alexandra Manly, che completò il percorso in 18h19'31", alla media di 37,489 km/h, precedendo la polacca Marta Lach e la neerlandese Femke Gerritse.
Sul traguardo di Altenburg 85 cicliste, su 100 partite da Hof, portarono a termine la competizione.

## Tappe
| Tappa  | Data      | Percorso                | km    | Vincitore di tappa | Leader cl. generale |
| ------ | --------- | ----------------------- | ----- | ------------------ | ------------------- |
| 1ª     | 24 maggio | Hof > Hof               | 93,8  | Alexandra Manly    | Alexandra Manly     |
| 2ª     | 25 maggio | Gera > Gera             | 99,6  | Georgia Baker      | Alexandra Manly     |
| 3ª     | 26 maggio | Dörtendorf > Dörtendorf | 129,2 | Alexandra Manly    | Alexandra Manly     |
| 4ª     | 27 maggio | Schleiz > Schleiz       | 127   | Alexandra Manly    | Alexandra Manly     |
| 5ª     | 28 maggio | Gotha > Gotha           | 133,1 | Julia Biryukova    | Alexandra Manly     |
| 6ª     | 29 maggio | Altenburg > Altenburg   | 104,3 | Alexandra Manly    | Alexandra Manly     |
| Totale | Totale    | Totale                  | 687   |                    |                     |

## Squadre e corridore partecipanti
Al via 17 formazioni.
| N.    | Cod. | Squadra                        |
| ----- | ---- | ------------------------------ |
| 1-6   | BEX  | Team BikeExchange-Jayco        |
| 11-16 | WNT  | Ceratizit-WNT Pro Cycling Team |
| 21-26 | PLP  | Plantur-Pura                   |
| 31-36 | PHV  | Parkhotel Valkenburg           |
| 41-46 | LEW  | Le Col-Wahoo                   |
| 51-56 | HPU  | Team Coop-Hitec Products       |
| 61-66 | ARK  | Arkéa Pro Cycling Team         |
| 71-76 | CSR  | Canyon-SRAM Racing             |
| 81-86 | TOP  | Top Girls Fassa Bortolo        |

| N.      | Cod. | Squadra           |
| ------- | ---- | ----------------- |
| 91-96   | RXS  | Roxsolt Liv SRAM  |
| 101-106 | BPK  | BePink            |
| 111-116 | LSL  | Lotto Soudal      |
| 121-126 | NED  | Paesi Bassi       |
| 131-136 | BEL  | Belgio            |
| 141-146 | GER  | Germania          |
| 151-156 |      | Team Stuttgart    |
| 161-166 |      | Maxx-Solar Lindig |

## Dettagli delle tappe

### 1ª tappa
- 24 maggio: Hof > Hof – 93,8 km

Risultati
| Pos. | Corridore       | Squadra      | Tempo    |
| ---- | --------------- | ------------ | -------- |
| 1    | Alexandra Manly | BikeExchange | 2h32'27" |
| 2    | Femke Markus    | Parkhotel    | s.t.     |
| 3    | Silvia Zanardi  | BePink       | s.t.     |

| Pos. | Corridore       | Squadra      | Tempo    |
| ---- | --------------- | ------------ | -------- |
| 1    | Alexandra Manly | BikeExchange | 2h32'14" |
| 2    | Femke Markus    | Parkhotel    | a 7"     |
| 3    | Silvia Zanardi  | BePink       | a 9"     |

### 2ª tappa
- 25 maggio: Gera > Gera – 99,6 km

Risultati
| Pos. | Corridore          | Squadra      | Tempo    |
| ---- | ------------------ | ------------ | -------- |
| 1    | Georgia Baker      | BikeExchange | 2h41'58" |
| 2    | Maria Confalonieri | Ceratizit    | a 1"     |
| 3    | Femke Markus       | Parkhotel    | s.t.     |

| Pos. | Corridore          | Squadra      | Tempo    |
| ---- | ------------------ | ------------ | -------- |
| 1    | Alexandra Manly    | BikeExchange | 5h14'09" |
| 2    | Femke Markus       | Parkhotel    | a 6"     |
| 3    | Maria Confalonieri | Ceratizit    | a 8"     |

### 3ª tappa
- 26 maggio: Dörtendorf > Dörtendorf – 129,2 km

Risultati
| Pos. | Corridore       | Squadra      | Tempo    |
| ---- | --------------- | ------------ | -------- |
| 1    | Alexandra Manly | BikeExchange | 3h26'57" |
| 2    | Marta Lach      | Ceratizit    | s.t.     |
| 3    | Femke Gerritse  | Parkhotel    | s.t.     |

| Pos. | Corridore          | Squadra      | Tempo    |
| ---- | ------------------ | ------------ | -------- |
| 1    | Alexandra Manly    | BikeExchange | 8h40'53" |
| 2    | Marta Lach         | Ceratizit    | a 22"    |
| 3    | Maria Confalonieri | Ceratizit    | a 25"    |

### 4ª tappa
- 27 aprile: Schleiz > Schleiz – 127 km

Risultati
| Pos. | Corridore           | Squadra      | Tempo    |
| ---- | ------------------- | ------------ | -------- |
| 1    | Alexandra Manly     | BikeExchange | 3h30'56" |
| 2    | Ricarda Bauernfeind | Canyon       | s.t.     |
| 3    | Marta Lach          | Ceratizit    | s.t.     |

| Pos. | Corridore       | Squadra      | Tempo     |
| ---- | --------------- | ------------ | --------- |
| 1    | Alexandra Manly | BikeExchange | 12h11'39" |
| 2    | Marta Lach      | Ceratizit    | a 28"     |
| 3    | Femke Gerritse  | Parkhotel    | a 33"     |

### 5ª tappa
- 28 maggio: Gotha > Gotha – 133,1 km

Risultati
| Pos. | Corridore        | Squadra      | Tempo    |
| ---- | ---------------- | ------------ | -------- |
| 1    | Yuliia Biriukova | Arkéa        | 3h31'41" |
| 2    | Alexandra Manly  | BikeExchange | a 4"     |
| 3    | Marta Lach       | Ceratizit    | s.t.     |

| Pos. | Corridore       | Squadra      | Tempo     |
| ---- | --------------- | ------------ | --------- |
| 1    | Alexandra Manly | BikeExchange | 15h43'14" |
| 2    | Marta Lach      | Ceratizit    | a 31"     |
| 3    | Femke Gerritse  | Parkhotel    | a 43"     |

### 6ª tappa
- 29 maggio: Altenburg > Altenburg – 104,3 km

Risultati
| Pos. | Corridore       | Squadra      | Tempo    |
| ---- | --------------- | ------------ | -------- |
| 1    | Alexandra Manly | BikeExchange | 2h36'29" |
| 2    | Marta Lach      | Ceratizit    | s.t.     |
| 3    | Silvia Zanardi  | BePink       | s.t.     |

| Pos. | Corridore       | Squadra      | Tempo     |
| ---- | --------------- | ------------ | --------- |
| 1    | Alexandra Manly | BikeExchange | 17h53'35" |
| 2    | Marta Lach      | Ceratizit    | a 33"     |
| 3    | Femke Gerritse  | Parkhotel    | a 51"     |

## Evoluzione delle classifiche
| Tappa              | Vincitore          | Classifica generale Maglia gialla | Classifica a punti Maglia rosa | Classifica scalatori Maglia verde | Classifica giovani Maglia rossa | Classifica a squadre    |
| ------------------ | ------------------ | --------------------------------- | ------------------------------ | --------------------------------- | ------------------------------- | ----------------------- |
| 1ª                 | Alexandra Manly    | Alexandra Manly                   | Alexandra Manly                | Debora Silvestri                  | Silvia Zanardi                  | Parkhotel Valkenburg    |
| 2ª                 | Georgia Baker      | Alexandra Manly                   | Alexandra Manly                | Justine Ghekiere                  | Silvia Zanardi                  | Team BikeExchange-Jayco |
| 3ª                 | Alexandra Manly    | Alexandra Manly                   | Alexandra Manly                | Justine Ghekiere                  | Femke Gerritse                  | Le Col-Wahoo            |
| 4ª                 | Alexandra Manly    | Alexandra Manly                   | Alexandra Manly                | Justine Ghekiere                  | Femke Gerritse                  | Plantur-Pura            |
| 5ª                 | Yuliia Biriukova   | Alexandra Manly                   | Alexandra Manly                | Justine Ghekiere                  | Femke Gerritse                  | Plantur-Pura            |
| 6ª                 | Alexandra Manly    | Alexandra Manly                   | Alexandra Manly                | Justine Ghekiere                  | Femke Gerritse                  | Plantur-Pura            |
| Classifiche finali | Classifiche finali | Alexandra Manly                   | Alexandra Manly                | Justine Ghekiere                  | Femke Gerritse                  | Plantur-Pura            |

Maglie indossate da altri ciclisti in caso di due o più maglie vinte
- Nella 2ª tappa Ruby Roseman-Gannon ha indossato la maglia rosa al posto di Alexandra Manly.
- Dalla 3ª alla 6ª tappa Femke Markus ha indossato la maglia rosa al posto di Alexandra Manly.

## Classifiche finali

### Classifica generale - Maglia gialla
| Pos. | Corridore           | Squadra      | Tempo     |
| ---- | ------------------- | ------------ | --------- |
| 1    | Alexandra Manly     | BikeExchange | 18h19'31" |
| 2    | Marta Lach          | Ceratizit    | a 33'     |
| 3    | Femke Gerritse      | Parkhotel    | a 51"     |
| 4    | Silvia Zanardi      | BePink       | a 55"     |
| 5    | Ricarda Bauernfeind | Canyon       | a 1'02"   |
| 6    | Sanne Cant          | Plantur-Pura | a 1'05"   |
| 7    | Elisabeth Holden    | Le Col       | a 1'06"   |
| 8    | Greta Marturano     | Top Girls    | a 1'08"   |
| 9    | Nicole Frain        | Roxsolt      | a 1'12"   |
| 10   | Justine Ghekiere    | Plantur-Pura | a 1'15"   |

### Classifica a punti - Maglia rosa
| Pos. | Corridore        | Squadra      | Punti |
| ---- | ---------------- | ------------ | ----- |
| 1    | Alexandra Manly  | BikeExchange | 39    |
| 2    | Marta Lach       | Ceratizit    | 22    |
| 3    | Femke Markus     | Parkhotel    | 21    |
| 4    | Femke Gerritse   | Parkhotel    | 14    |
| 5    | Yuliia Biriukova | Arkéa        | 11    |

### Classifica scalatori - Maglia verde
| Pos. | Corridore           | Squadra      | Punti |
| ---- | ------------------- | ------------ | ----- |
| 1    | Justine Ghekiere    | Plantur-Pura | 43    |
| 2    | Debora Silvestri    | Top Girls    | 17    |
| 3    | Ricarda Bauernfeind | Canyon       | 12    |
| 4    | Julie van de Welde  | Plantur-Pura | 9     |
| 5    | Eva van Agt         | Le Col       | 7     |

### Classifica giovani - Maglia rossa
| Pos. | Corridore           | Squadra   | Tempo     |
| ---- | ------------------- | --------- | --------- |
| 1    | Femke Gerritse      | Parkhotel | 18h20'22" |
| 2    | Silvia Zanardi      | BePink    | a 4"      |
| 3    | Ricarda Bauernfeind | Canyon    | a 11"     |
| 4    | Mischa Bredewold    | Parkhotel | a 28"     |
| 5    | Alice Towers        | Le Col    | a 48"     |

### Classifica a squadre
| Pos. | Squadra                 | Tempo     |
| ---- | ----------------------- | --------- |
| 1    | Plantur-Pura            | 55h02'53" |
| 2    | Arkéa Pro Cycling Team  | a 22"     |
| 3    | Team BikeExchange-Jayco | a 24"     |
| 4    | Le Col-Wahoo            | a 7'52"   |
| 5    | Parkhotel Valkenburg    | a 8'15"   |